# Paulo Miyashiro
Paulo Henrique Miyashiro Abreu (Santos, 7 juni 1976), bijgenaamd Shiro, is een Braziliaans triatleet. Hij nam eenmaal deel aan de Olympische Spelen. Ook is het sterk op de aquatlon. Zo won hij een in zowel 2003 als 2005 een bronzen medaille op het WK aquatlon.

## Biografie
Miyashiro was een zwemmer, toen hij in 1995 met triatlons begon. Hij deed in 2004 nam hij deel aan de triatlon bij de Olympische Zomerspelen van Athene. Hij behaalde een 34e plaats in een tijd van 1:58:16,76.
Hij is afgestudeerd in rechten.

## Palmares

### aquatlon
- 2000:  WK in Cancún
- 2003:  WK in Queenstown
- 2005:  WK in Gamagori

### triatlon
- 1996: 23e WK junioren in Cleveland - 1:54.28
- 2002: 28e WK olympische afstand in Cancún - 1:54.15
- 2003:  triatlon van Brasilia
- 2004: 13e WK olympische afstand in Funchal - 1:42.21
- 2004: 34e Olympische Spelen van Athene
- 2004: 15e ITU wereldbekerwedstrijd in Ishigaki
- 2005: 18e WK olympische afstand in Gamagōri - 1:51.17
- 2006: 65e WK olympische afstand in Lausanne - 2:03.21